# AGO C.IV
Die AGO C.IV war ein deutsches Doppeldecker-Aufklärungsflugzeug der AGO Flugzeugwerke aus dem Ersten Weltkrieg.

## Entwicklung
In Abkehr von den bisherigen Druckpropelleranordnungen des Herstellers war das Flugzeug ein konventioneller Doppeldeckerentwurf, dessen ungewöhnliches Merkmal die zum Randbogen stark verjüngte Tragfläche war. Bauaufträge wurden an die AGO und zwei weitere Hersteller erteilt, die das Flugzeug in Lizenz herstellen sollten. Obwohl schnell und gut bewaffnet, flog die C.IV instabil und wurde von den Besatzungen nicht gemocht. Spätere Serienflugzeuge hatten vor dem Seitenruder eine feststehende Finne.

## Technische Daten
| Kenngröße             | Daten                                                                                            |
| --------------------- | ------------------------------------------------------------------------------------------------ |
| Besatzung             | 2                                                                                                |
| Länge                 | 8,25 m                                                                                           |
| Spannweite            | 11,9 m                                                                                           |
| Höhe                  | 3,5 m                                                                                            |
| Flügelfläche          | 37,5 m²                                                                                          |
| Leermasse             | 900 kg                                                                                           |
| max. Startmasse       | 1350 kg                                                                                          |
| Höchstgeschwindigkeit | 190 km/h                                                                                         |
| Steigzeit auf 3000 m  | 22 min                                                                                           |
| Dienstgipfelhöhe      | 5500 m                                                                                           |
| Höchstflugdauer       | 4 h                                                                                              |
| Triebwerke            | 1 × Sechszylinder-Reihenmotor Benz Bz IV, 160 kW (220 PS)                                        |
| Bewaffnung            | 1 × starres MG 08, vom Piloten bedient, 1 × bewegliches Parabellum MG 14, vom Beobachter bedient |